# 東工業前停留場
東工業前停留場（ひがしこうぎょうまえていりゅうじょう）は、高知県南国市篠原にあるとさでん交通後免線の路面電車停留場。

## 歴史
当地に後免線の路線が通じたのは1911年（明治44年）。とさでん交通の前身土佐電気鉄道によって大津停留場（廃止、領石通停留場を参照）から後免中町通停留場までの区間が開通したのに合わせて、当地にはまず稲吉通停留場（いなよしどおりていりゅうじょう）が設けられた。同停留場はその後、1942年（昭和17年）に廃止される。
東工業前停留場が開業したのはそれから約20年後の1963年（昭和38年）。それまで隣の住吉通停留場が最寄りであった高知県立高知東工業高等学校の通学利便性を向上させるため、請願駅として新設された。なお資料によっては、廃止された稲吉通停留場が復活したものとして扱うものもある。

### 年表
- 1911年（明治44年）1月27日：大津から後免中町通までの区間が開通、稲吉通停留場が開業[1][2]。
- 1942年（昭和17年）7月29日：廃止[1][2]。
- 1963年（昭和38年）9月10日：東工業前停留場として再開業[1][2]。
- 2014年（平成26年）10月1日：土佐電気鉄道が高知県交通・土佐電ドリームサービスと経営統合し、とさでん交通が発足[4]。とさでん交通の停留場となる。

## 停留場構造
東工業前停留場は後免線の専用軌道区間にあり、軌道は道路から独立している。ホームは2面あり、東西方向に伸びる2本の線路を挟み込むように配される。互いのホーム位置は東西方向にずれていて、東に後免町方面行きのホーム、西にはりまや橋方面行きのホームがある。

## 停留場周辺
高知県立高知東工業高等学校は南へ200メートル。
- 南国市消防本部・南国市消防署
- 国道195号
- 高知県道249号後免中島高知線
- 南国市立図書館
- 長尾鶏センター
- 四国労働金庫南国支店
- 「東工業前」バス停

## 隣の停留場
とさでん交通
後免線
後免西町停留場 - 東工業前停留場 - 住吉通停留場